# 조선민주주의인민공화국 야구 국가대표팀
조선민주주의인민공화국 야구 국가대표팀은 조선민주주의인민공화국을 대표하는 야구 국가대표팀이다.
처음으로 국제 대회에 출전한 것은 1991년 일본 니가타에서 있었던 제1회 환아시아태평양 5개국 국제 대회라고 알려져 있다. 이 대회에서 1승3패의 성적을 거두었고, 한양대학교 야구 팀에게 16-1, 7회 콜드 게임으로 패배했다고 전해진다. 이후 1993년에 오스트레일리아에서 열린 제17회 아시아 야구 선수권 대회에도 참가했다. 이 대회에서 대한민국 야구 국가대표팀과 맞붙었는데, 11-0 7회 콜드 게임으로 패배했다. 이 당시에는 주로 일본에서 살고 있던 조총련계 선수들이 대표팀 주축이 되었다. 이후, 사실상 국제경기에 참여하지 않고 있다. 2010년 아시안 게임부터 야구에 대한 관심이 다시 나타났다.

## 국제대회 성적

### 아시아 선수권
- 1993년 아시아 야구 선수권 대회: 6위